# Нахичеванская епархия

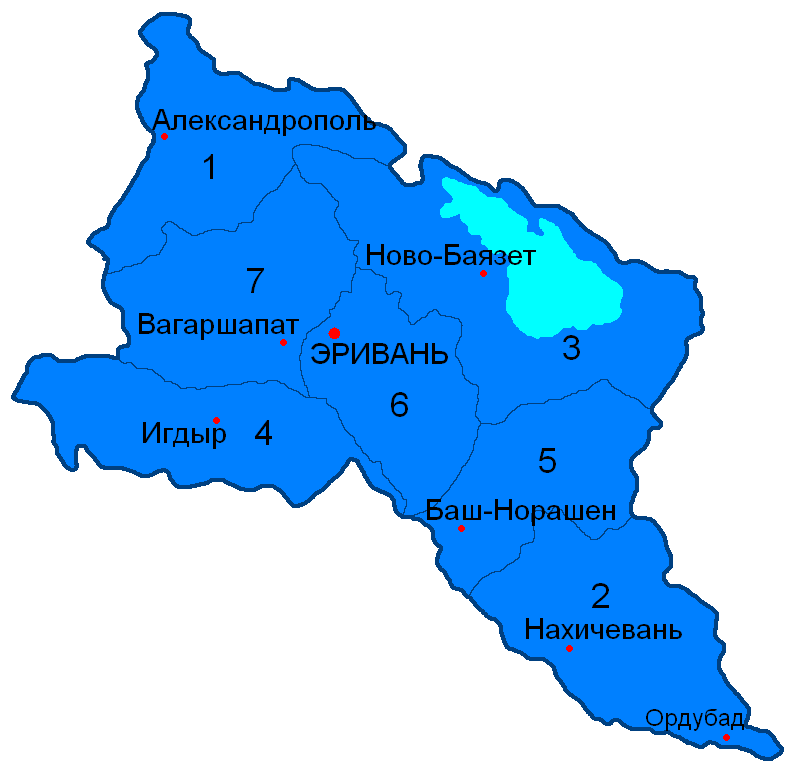
Нахичеванский уезд (под цифрой 2) на карте Эриванской губернии

Нахичеванская епархия Эчмиадзинского патриархата Армянской Апостольской церкви (арм. Հայ Առաքելական եկեղեցու Կիլիկիայի պատրիարքության Նախիջևանի թեմ) — упразднённая епископская епархия Армянской апостольской церкви, бывшая в составе Эчмиадзинского патриархата с центром в городе Нахичевань.
Сегодня территория Нахичевани находится в составе Азербайджанской Республики (Нахичеванская Автономная Республика). Вследствие оттеснения армянского населения из региона в течение всего XX века и разрушения армянских храмов епархия не восстановлена.

## История
В юрисдикцию Нахичеванской епархии входила территория Нахичеванского уезда Эриванской губернии Российской империи. По данным на 1911 год количество верующих Армянской апостольской церкви — 70 000, общин — 87.
Епархия имела 116 церквей.